# Британско-датские отношения
Британско-датские отношения — двусторонние дипломатические отношения между Великобританией и Данией.

## История
Долгие десятилетия мира между странами закончились во время Наполеоновских войн (1799—1815). Британская империя негативно восприняла Договор о вооруженном нейтралитете 1794 года, который был подписан между Данией и Швецией, а затем к нему присоединились Пруссия и Россия. Королевский военно-морской флот Великобритании осуществил нападение на Копенгаген в 1801 году, уничтожив большую часть военно-морского флота Дании. Однако, Дания не вступала в Наполеоновские войны до 1807 года. В 1807 году британский флот снова атаковал Копенгаген, что вызвало значительные разрушения города. Затем они захватили весь датский флот, чтобы Франция не могла использовать его для вторжения в Великобританию (поскольку французы потеряли свой собственный флот в Трафальгарском сражении в 1805 году), что привело к Войне канонерских лодок (1807—1814). Захват датского флота был широко раскритикован в Великобритании.
В 1809 году датские войска, сражавшиеся на французской стороне, участвовали в разгроме антибонапартистского восстания немцев под руководством Фердинанда фон Шилля в битве при Штральзунде. К 1813 году Дания оказалась разорена из-за высоких военных расходов. В результате Войны шестой коалиции Дания оказалась изолированной, Северная Германия избавилась от французских войск и король Дании Фредерик VI был вынужден заключить мир. В январе 1814 года Дания заключила невыгодные для себя Кильские мирные договоры со Швецией и Великобританией, а в феврале был подписан еще один мирный договор с Россией.
В результате подписания Кильских мирных договоров датский архипелаг Гельголанд был передан Великобритании, а Норвегия перешла под контроль Швеции, а Дании получила контроль над Шведской Померанией. В 1814 году Норвегия объявила независимость и избрала своим королём Кристиана VIII. Однако, норвежское движение за независимость не получило никакой поддержки со стороны европейских держав. После непродолжительной войны со Швецией Кристиану VIII пришлось отречься от престола, чтобы сохранить автономию в личной унии со Швецией. В 1815 году Дания отказалась от своих претензий на Шведскую Померанию в пользу Пруссии на Венском конгрессе и вместо этого получила территорию Саксен-Лауэнбурга и выплату 3,5 млн прусских талеров. 

## Сотрудничество
Вооружённые силы Дании вместе с британскими подразделениями участвовали в военных операциях в Ираке и Афганистане. Дания и Великобритания тесно сотрудничают по вопросам борьбы с терроризмом.

## Государственные визиты
Королева Дании Маргрете II посещала с государственным визитом Великобританию в апреле / мае 1974 года и в феврале 2000 года. Королева Великобритании Елизавета II совершала государственные визиты в Данию в мае 1957 года и в мае 1979 года.
19 августа 2010 года премьер-министр Дании Ларс Лёкке Расмуссен посещал Лондон, где провёл переговоры с премьер-министром Великобритании Дэвидом Кэмероном.

## Дипломатические представительства
- У Великобритании имеется посольство в Копенгагене[5].
- Дания содержит посольство в Лондоне[6].